# ハリー・ニルソン
ハリー・エドワード・ニルソンIII世（Harry Edward Nilsson III、1941年6月15日 - 1994年1月15日）は、アメリカ合衆国のシンガーソングライター。1960年代後半から1970年代にかけて、｢ニルソン｣名義で数多くのヒット曲を残した。代表曲に「うわさの男」、「ウィザウト・ユー」（1972年全米No.1）、「ワン」、「アローは友だち」、「孤独のニューヨーク」などがある。
「Q誌の選ぶ歴史上最も偉大な100人のシンガー」において第91位。

## 来歴・人物
ニューヨーク市ブルックリンでスウェーデン系の両親の間に生まれる。音楽好きな母親と叔父の影響を受けるが、最初から音楽活動に入らず、銀行員となる。学歴を詐称して解雇されかけたが、禊として必死に働き、コンピューター部門の主任にまでなったという。1960年代初めから、勤務の間を縫って音楽活動を始める。
1964年にレコード・デビュー。1966年頃までは主にソングライターとして活動し、「ディス・クッド・ビー・ザ・ナイト」などを書いた。リトル・リチャード、フィル・スペクターやモンキーズなどのミュージシャンやプロデューサーに次第に認められる。
甘く哀愁のこもった歌声で、「七色の声を持つヴォーカリスト」と評された。ジョン・レノンに高く評価され、一時はポール・マッカートニーの代わりにビートルズに加入するなどの噂が流れたりした。
1968年のアルバム『空中バレー』でカバーした「うわさの男」が1969年の映画『真夜中のカーボーイ』の主題歌に使われヒット（全米6位）。また同年、「ワン」がスリー・ドッグ・ナイトにカバーされてヒットした。
1971年のアルバム『ニルソン・シュミルソン』に収録されたバッドフィンガーのカヴァー「ウィザウト・ユー」がシングル・カットされると、全米・全英1位の大ヒットを記録した。しかし、後にアルコールと薬に溺れ喉を痛めてからは、往年の勢いは無かった。
これまで、2回グラミー賞を受賞している。
1990年代にカムバックを目指すが、すでに糖尿病に侵されていて、果たすことなく1994年1月15日、自宅で就寝中に心不全のため死去。52歳没。
没後1年の1995年、生前彼と親交のあったランディ・ニューマン、リンゴ・スター、ブライアン・ウィルソン、アル・クーパーなど錚々たるメンバーが参加したトリビュート・アルバム「For The Love of Harry：Everybody Sings Nilsson」が発売された。

## ディスコグラフィ

### スタジオ・アルバム
- Spotlight on Nilsson (1966年)

- 『パンディモニアム・シャドウ・ショウ』 - Pandemonium Shadow Show (1967年)

実質のデビュー作。このアルバムを聴いたジョン・レノンがニルソンの元に国際電話をかけ、「You are great!」と、賞賛したというエピソードは有名。
- 『空中バレー』 - Aerial Ballet (1968年)

1969年の映画『真夜中のカーボーイ』の主題歌として大ヒットした「うわさの男」（フレッド・ニールのカヴァー）収録。この映画の主題歌はボブ・ディランを含む数人のミュージシャンに依頼されており、ニルソンは「孤独のニューヨーク」を提出したが、映画の編集の際に仮歌として使用されていた「うわさの男」を気に入った監督の意向により、そのままこの曲が（再録音されて）使用されることになった。
- Skidoo (soundtrack) (1968年)

ジャッキー・グリーン、ミッキー・ルーニー、グルーチョ・マルクスらが出演したコメディ映画のサントラ。
- 『ハリー・ニルソンの肖像』 - Harry (1969年)

ヒット曲「孤独のニューヨーク」を収録。
- 『ランディ・ニューマンを歌う』 - Nilsson Sings Newman (1970年)

シンガー・ソングライター、ランディ・ニューマンの作品を取上げ、歌った異色のカヴァー集。
- 『オブリオの不思議な旅』 - The Point! (studio album and soundtrack) (1970年)

ニルソン自身の原作によるTVアニメのサウンドトラック・アルバム。
- 『ニルソン・シュミルソン』 - Nilsson Schmilsson (1971年)

リチャード・ペリープロデュース。「ウィザウト・ユー」「ジャンプ・イントゥ・ザ・ファイアー」を収録。「ウィザウト・ユー」はバッドフィンガーのカヴァー曲で、ニルソンが亡くなってから1ヵ月後、マライア・キャリーのヴァージョンが全英シングルチャート1位になった（米国では3位止まり）。
- 『シュミルソン二世』 - Son of Schmilsson (1972年)

リチャード・ペリープロデュースのロンドンレコーディング作品。リンゴ・スター、ピーター・フランプトン、クリス・スペディング、ジョージ・ハリスン、ニッキー・ホプキンスなどの豪華なゲスト陣も話題に。
- 『夜のシュミルソン』 - A Little Touch of Schmilsson in the Night (1973年)

ゴードン・ジェンキンズを起用して、全編ストリングスを配してスタンダードナンバーをカバーしている。
- 『吸血鬼ドラキュラ二世』 - Son of Dracula (soundtrack) (1974年)

リンゴ・スター製作による映画『吸血鬼ドラキュラ二世』のサントラ。ニルソンは主演を務めた。『ニルソン・シュミルソン』から4曲、『シュミルソン二世』から2曲ピックアップしたもの、そして新曲「DAYBREAK」の間に、ニルソンやリンゴ・スターのセリフ、そしてポール・バックマスターによるインストでつないだもの。
- 『プシー・キャッツ』 - Pussy Cats (1974年)

ジョン・レノンとの共演作。ジョンは「失われた週末」期で、ヨーコと別居中。ふたりで夜な夜なつるんでアルコールに溺れていた時期に作られ、しゃがれた歌声で歌われていた。リンゴ・スター、キース・ムーン、ダニー・クーチも参加。
- 『俺たちは天使じゃない』 - Duit on Mon Dei (1975年)

ヴァン・ダイク・パークスプロデュース作品。
- 『眠りの精』 - Sandman (1976年)

前作に続きヴァン・ダイク・パークスを迎えた作品。
- 『ハリーの真相』 - ...That's the Way It Is (1976年)

10曲中8曲が、ジョージ・ハリスンやアメリカ、ランディ・ニューマン、ハリー・ベラフォンテなどのカバー曲で構成されたアルバム。
- 『クニルソン』 - Knnillssonn (1977年)

力作アルバムだったが、発売直後にレコード会社の最大のスター、エルヴィス・プレスリーが死去し、プロモーションされなかった。
- 『フラッシュ・ハリー』 - Flash Harry (1980年)

マーキュリーに移籍して、生涯最後のソロ・アルバム。スティーヴ・クロッパープロデュース。2013年にCD化。
- 『ポパイ』 - Popeye (soundtrack) (1980年)

ロビン・ウィリアムズ主演、ロバート・アルトマン監督による映画作品のサントラ。
- Losst and Founnd（2019年）

亡くなった年に制作していた未発表音源９曲とジミー・ウェッブならびにオノ・ヨーコによるカバー曲１曲。制作に携わっていたプロデューサーのマーク・ハドソンが完成させた。

### コンピレーション・アルバム
- 『ニルソンの詩と青春』 - Aerial Pandemonium Ballet (1971年)

『パンディモニアム・シャドウ・ショウ』と『空中バレー』をもとにしたコンピレーション・アルバム。
- 『夜のシュミルソンⅡ』 - A Touch More Schmilsson in the Night (1988年)

『夜のシュミルソン』の続編で、アウトテイクを含んでいる。